# Caudiel
Caudiel è un comune spagnolo di 704 abitanti situato nella comunità autonoma Valenciana.